# NGC 199
NGC 199 este o galaxie lenticulară situată în constelația Peștii. A fost descoperită în 24 septembrie 1862 de către Heinrich Louis d'Arrest.